# Michael Williams Castillo
Michael Geovanny Williams Castillo (La Ceiba, Atlántida, Honduras; 13 de agosto de 1988) es un futbolista hondureño. Juega de mediocampista y su equipo actual es el Victoria de la Liga de Ascenso de Honduras.

## Trayectoria
Era el hermano menor de Walter Williams, fallecido jugador y ex seleccionado nacional. En 2006 fue ascendido al primer plantel del Vida, gracias al DT colombiano Jairo Ríos Rendón. Posteriormente tuvo breves pasos por diversos clubes de la Liga de Ascenso. En 2012 emigró al Deportivo Sacachispas de Guatemala, pero sin encontrar mayor relevo en el fútbol chapín. Hasta que finalmente llegó al Walter Ferretti de Nicaragua, donde llegó a ser figura del equipo.

## Clubes
| Club                  | País      | Año         |
| --------------------- | --------- | ----------- |
| Vida                  | Honduras  | 2006 - 2007 |
| Victoria              | Honduras  | 2008        |
| Arsenal de Roatán     | Honduras  | 2009        |
| Parrillas One         | Honduras  | 2010        |
| Villanueva F.C.       | Honduras  | 2011        |
| Deportivo Sacachispas | Guatemala | 2012        |
| Walter Ferretti       | Nicaragua | 2012 - 2014 |
| UNAN Managua          | Nicaragua | 2014 - 2015 |
| Deportivo Ocotal      | Nicaragua | 2015        |
| Alianza Becerra       | Honduras  | 2016        |
| Victoria              | Honduras  | 2016 -      |

## Palmarés

### Campeonatos nacionales
| Título               | Club            | País     | Año  |
| -------------------- | --------------- | -------- | ---- |
| Clausura del Ascenso | Alianza Becerra | Honduras | 2016 |